# HV Девы
HV Девы (лат. HV Virginis) — новая, двойная катаклизмическая переменная звезда (N) и карликовая новая, переменная звезда типа WZ Стрелы (WZ) в созвездии Девы на расстоянии (вычисленном из значения параллакса) приблизительно 1035 световых лет (около 317 парсек) от Солнца. Фотографическая звёздная величина звезды — от менее +13m до +11m. Орбитальный период — около 0,05707 суток (1,3697 часа).
Открыта Г. Шнеллером в 1931 году*. Вспышка новой произошла 11 февраля 1929 года*.

## Характеристики
Первый компонент — аккрецирующий белый карлик. Масса — около 0,87 солнечной, радиус — около 0,0096 солнечного. Эффективная температура — около 12958 K.
Второй компонент — коричневый карлик спектрального класса L5:. Масса — около 0,0818 солнечной.